# Grenzland-Kaserne (Flensburg)
Die Grenzland-Kaserne in Flensburg (Stadtbezirk Klues, im Gebiet Ramsharde) war von 1938 bis 1945 eine Garnison der Wehrmacht. Nach dem Ende des Zweiten Weltkriegs nutzten britische Truppen die Kaserne und wurden 1948 von der norwegischen Armee abgelöst. 1953 verließen die Norweger die Kaserne. Zwischen 1956 und 1993 nutzte dann die Bundeswehr die Anlage, zunächst für Artillerie-, Panzer- und Panzergrenadiereinheiten, später für Fernmeldetruppen. Nach der Aufgabe der militärischen Nutzung wurde das 16 Hektar große Areal in ein Wohngebiet umgewandelt.

## Bau und Stationierungsgeschichte

### Errichtung der Kaserne und Nutzung durch die Wehrmacht
Im Rahmen der Aufrüstung der Wehrmacht ab 1933 wurden zahlreiche Einheiten und Verbände aufgestellt, für die es an Truppenunterkünften fehlte. Daher wurde mit dem Bau von Kasernen begonnen. 1936 erfolgte auf einem Gelände im Nordwesten Flensburgs die Grundsteinlegung für die ersten fünf Kasernengebäude, der Erwerb des Grundstückes durch den Staat von der Stadt Flensburg fand jedoch erst im Februar 1937 statt. Am 5. April 1937 wurde Richtfest gefeiert. Die neu errichtete Garnison wurde am 1. Oktober 1938 von der I. Abteilung des Artillerie-Regiments 30 unter Major Paul bezogen, die nunmehr Artillerie-Kaserne hieß. Kurz zuvor war bereits in der Nähe die Panzerkaserne fertiggestellt worden. Des Weiteren entstanden zahlreiche neue Militärbauten in dieser Zeit beim Stützpunkt Flensburg-Mürwik. Vor Beginn des Zweiten Weltkriegs am 1. September 1939 verließ die Artillerieabteilung die Stadt, um am Überfall auf Polen teilzunehmen. Während des Krieges waren in Flensburg verschiedene Ersatz-, Marine- und Landesschützeneinheiten stationiert.

### Britische Streitkräfte
Nach dem Ende des Zweiten Weltkrieges wurde die Kaserne zwischen 1945 und 1948 unter dem Namen Hereford-Barracks von den Britischen Streitkräften der Britischen Rheinarmee belegt. In Flensburg lag von Mai bis Juni 1945 die 159th Infantry Brigade mit dem 4th Battalion King’s Shropshire Light Infantry, dem 1st Battalion Herefordshire Regiment und dem 1st Battalion Cheshire Regiment. Von Mitte 1945 bis Mitte 1947 folgte das 3rd Royal Tank Regiment. Schließlich war noch das 33rd Parachute Light Regiment RA von Februar bis September 1948 hier stationiert. Nicht alle Einheiten davon waren in der Grenzland-Kaserne untergebracht.

### Norwegische Streitkräfte
Die britischen Besatzungstruppen in Schleswig-Holstein wurden im Herbst 1948 durch die Norwegische Deutschland-Brigade, die zuvor in Südostniedersachsen disloziert war, teilweise abgelöst. Vom 25. bis 27. September 1948 verlegte das Feldartillerieregiment der norwegischen Deutschlandbrigade 482 von Holzminden in die Kaserne nach Flensburg, die nun sowohl Hereford Barracks, als auch Hegra Leir genannt wurde. Am 21. Februar 1949 erfolgte die Ablösung und Kommandoübergabe an das nächste Kontingent der norwegischen Brigade 491. Im August 1949 fand die Ablösung durch die Artilleristen der Brigade 492 statt. Im Februar 1950 kam es zum Wachwechsel zur Brigade 501. Am 22. August 1950 wurde das Kommando an die Brigade 502 übergeben. Erst am 16. März 1951 löste die Brigade 511 ihre Vorgänger ab, wobei aus dem im Hegra Leir stationierten Feldartillerieregiment mit 2 Bataillonen nun ein Feldartilleriebataillon mit 3 Batterien wurde. Die Truppenstärke und -bewaffnung änderte sich jedoch nur geringfügig, da ein Bataillon zuvor nur eine etwas stärkere Batterie gewesen war. Am 20. Oktober 1951 folgten die Soldaten der Brigade 512, die im April 1952 ihre Ablösung durch die Brigade 521 erfuhren. Am 9. Oktober 1952 übernahm schließlich die Brigade 522, die als letzter norwegischer Verband vom 11. bis 30. April 1953 aus Schleswig-Holstein in die Heimat abzog.

### Stationierungen der Bundeswehr zwischen 1956 und 1969
Am 16. Juli 1956 bezog das Panzerbataillon 13 der Bundeswehr die Einrichtung. Es war als Teil der Kampfgruppe B6 der 3. Panzerdivision aufgestellt worden. Die ersten 80 Rekruten der Wehrpflichtswiedereinführung in der Bundesrepublik Deutschland rückten am 2. September 1957 in die Grenzland-Kaserne ein. Das Bataillon, das durch erste Vorschläge für Erkennungszeichen an M47 Panzern bekannt wurde, zog ab 17. März 1958 in die Kaserne nach Boostedt um. In seinem neuen Standort erfuhr die Einheit am 16. März 1959 mit der Heeresstruktur 2 ihre Umgliederung zum neuen Panzerbataillon 183 sowie die Unterstellung unter die Panzerbrigade 18, wobei die 2. Kompanie des Panzerbataillons 13 zur 3./Panzerbataillon 184 wurde. Das Panzerbataillon 183 war bis zu seiner Auflösung zum 31. März 2007 in Boostedt in der Rantzau-Kaserne stationiert.
Mit Befehl vom 6. November 1957 wurde die Kampfgruppe A6 mit Stab und Stabskompanie ab 2. Januar 1958 in der Grenzland-Kaserne gebildet. Doch bereits zum 1. April 1958 zogen der in Aufstellung befindliche Stab mit Stabskompanie in die neue Truppenunterkunft in Flensburg-Weiche um. Hier erlebte die Kampfgruppe zum 16. März 1959 ihre Umgliederung zur Panzergrenadierbrigade 16. Durch die Einführung der NATO-Strategie der Vorneverteidigung ab 1961 erhielt die Brigade jedoch den Auftrag, neue Standorte nahe der innerdeutschen Grenze östlich von Hamburg zu beziehen. Nachdem bereits erste Einheiten der Brigade ab Oktober 1969 in ihre neuen Standorte umgezogen waren, folgten im April 1970 auch Stab und Stabskompanie der Panzergrenadierbrigade 16 in die Bose-Bergmann-Kaserne nach Wentorf bei Hamburg. Hier wurde sie zum 31. Dezember 1994 aufgelöst.
Die III./Feldartillerieregiment 6 wurde ab 1. April 1958 ebenfalls in der Grenzland-Kaserne in Flensburg aufgestellt. Am 16. März 1959 gliederte diese Einheit zum Feldartilleriebataillon 61 um und verlegte wenige Tage später, am 25. März 1959 in die Kaserne Auf der Freiheit in Schleswig. Am 1. November 1963 erfolgte ein weiterer Umzug in die Dithmarsen-Kaserne nach Albersdorf, wo es zum 1. April 1993 im neuen Feld-/Beobachtungsartilleriebataillon 61 aufging.
Am 1. April 1958 begann in der Briesen-Kaserne die Aufstellung des Grenadierbataillons 16 der Kampfgruppe A6. Mit Einnahme der Heeresstruktur 2 wurde es am 16. März 1959 zum Panzergrenadierbataillon (mot.) 161 umgegliedert und zugleich in die Grenzland-Kaserne verlegt. Die Umsetzung der Vorneverteidigung hatte für das Bataillon weitreichende Folgen: es kam zwar am 15. Dezember 1969 zurück in die Briesen-Kaserne, wechselte jedoch zum 1. April 1970 zum Heimatschutzkommando 13 des Territorialkommandos Schleswig-Holstein und wurde schließlich am 3. Juli 1970 zum Jägerbataillon 381. Am 1. April 1981 erlebte es abermals eine Umbenennung zum Jägerbataillon 511 der Heimatschutzbrigade 51. Mit dem Ende des Kalten Krieges wurde es zum 31. März 1997 aufgelöst.
Am 1. April 1967 wurde in der Grenzland-Kaserne die 5./Feldjägerbataillon 711 als Geräteeinheit aufgestellt.

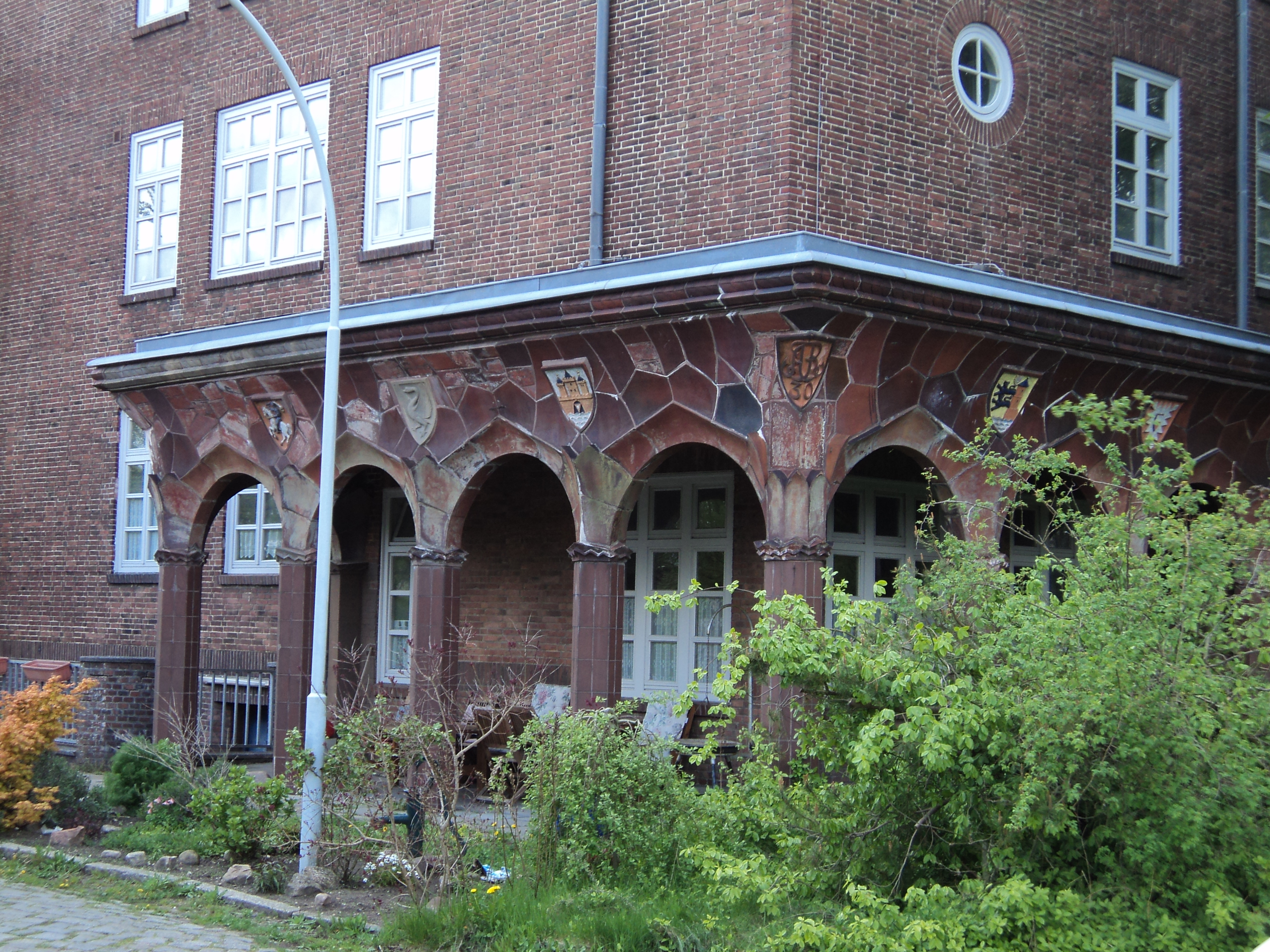
Alte Wache bis 1988

### Stationierungen der Bundeswehr ab 1970

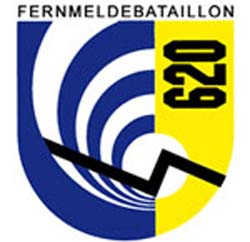
Verbandsabzeichen des Fernmeldebataillons 620

Das Marine-Fernmeldebataillon 771 des Wehrbereichskommandos I wurde am 1. April 1962 in Bremerhaven in der Rote Sand-Kaserne aufgestellt. Am 15. Juni 1962 verlegte das Bataillon nach Wentorf bei Hamburg zunächst in die Bose-Bergmann-Kaserne, um im November 1964 in die benachbarte Bismarck-Kaserne und schließlich am 2. Februar 1965 in die Hanseaten-Kaserne nach Lübeck-Blankensee. Am 15. Januar 1970 kam das Bataillon in die Grenzlandkaserne. Zum 1. Oktober 1970 wurde der Verband in Fernmeldebataillon 620 umbenannt. Dabei wurde die bisher selbständige 2./mittleres Betriebsbataillon 763 als 5. Kompanie integriert sowie der Funkzug 755 AFNORTH in die 3. Kompanie übernommen. Unter der Heeresstruktur 4 war dem Bataillon neben dem Funkzug 755 AFNORTH, der Fernmeldeausbildungskompanie 601 auch die 2./Fernmeldebetriebsbataillon 766 (Geräteeinheit) unterstellt. Ab 1. Januar 1986 kam die Fahrschulgruppe Flensburg 1 noch hinzu. Zum 30. September 1993 kam dann nach dem Ende des Kalten Krieges das Aus für das Bataillon.

Verbandsabzeichen der Fernmeldeausbildungskompanie 601

Die Fernmeldeausbildungskompanie 601 wurde am 1. November 1962 in der Wagrien-Kaserne in Putlos aufgestellt, zunächst 1963 in die Eider-Kaserne nach Rendsburg, Ende 1970 dann in die Grenzland-Kaserne nach Flensburg verlegt und dem Fernmeldebataillon 620 unterstellt. Zum 1. April 1992 zog die Kompanie in die Briesen-Kaserne um. Sie verblieb dort bis zu ihrer Auflösung am 31. März 1995.
Am 1. Januar 1980 wurde in der Grenzland-Kaserne die 5./Feldjägerbataillon 610 aufgestellt. Sie erfuhr zum 1. Oktober 1989 ihre Umgliederung zu einer Geräteeinheit und wurde nach Heide in die Wulf-Isebrand-Kaserne verlegt. Hier wurde sie zum 31. März 1997 aufgelöst.
Vom 1. Januar 1982 bis zum 30. Juni 1994 war die Infrastruktur- und Bauinstandsetzungsgruppe 7111 als Geräteeinheit in der Kaserne stationiert.
Das Sicherungsbataillon 610 wurde am 1. April 1983 in der Grenzland-Kaserne als Geräteeinheit aufgestellt, um dem Raketenartilleriebataillon 650, das in der Briesen-Kaserne in Flensburg stationiert war, im Ernstfall zum Schutz zur Seite zu stehen. Es wurde zum 31. Dezember 1992 aufgelöst.
In den 1980er Jahren bestanden in der Kaserne als Geräteeinheiten das Wehrleit- und Ersatzbataillon 601, das Jägerbataillon 612 der Heimatschutzbrigade 61, der Artillerieverbindungs- und Fernmeldezug 6000 sowie die Sicherungszüge 7111, 8101, 8102, 8103, 8104 und 8105.

### Weitere Stationierungen und Einrichtungen der Bundeswehr
Zur medizinischen Versorgung war der Sanitätsbereich 11/2 mit Material ausgestattet. Die Zahlstation (Terr) H 121 bestand vom 1. Oktober 1974 bis zum 31. März 1981. Sie wurde am 1. April 1981 zur Zahnarztgruppe 101/2 umgegliedert. In der Kaserne war die Standortfernmeldeanlage 111/1 und später die Standortfernmeldeanlage 120/204 eingerichtet. Es waren der Fernmelderevisionsdiensttrupp 111/3 und vom 1. Januar 1971 bis zum 30. November 1994 der Fernmelderevisionsdiensttrupp 120/205 hier stationiert. Das Funkzentrum des Territorialkommandos Schleswig-Holstein in der Kaserne war mit Material ausgestattet. Der Evangelische Standortpfarrer Flensburg II war in der Kaserne eingesetzt.

## Aufgabe der militärischen Nutzung und Konversion

### Abzug der Bundeswehr und Verkauf
Obwohl in der Kaserne ab 1. Juli 1985 umfassende Sanierungen der vorhandenen Gebäude und einige Neubauten begannen worden waren, wurde die Kaserne schließlich zum 30. September 1993 aufgegeben. So kam es dazu, dass ein zentrales Versorgungsgebäude nur noch im Rohbau hergestellt wurde. Nach dem Ende der militärischen Nutzung stand die Kaserne im Wesentlichen leer. Zunächst wurde 1995 und 1996 eine Konversion zu Gewerbeflächen durch die Stadt angestrebt, die jedoch nicht realisiert werden konnte. Der Bund, der zunächst Eigentümer der Flächen noch war, bemühte sich vergeblich um eine Vermarktung. Er lehnte aber auch die Forderung der Stadt ab, das Grundstück der Stadt kostenlos zu überlassen. Die Stadt favorisierte fortan die Nutzung des Areals für Wohnbebauung, um dem Wegzug von Familien aus Flensburg entgegenzuwirken und zudem preisgünstige Mietwohnungen in einigen zu erhaltenden Unterkunftsgebäuden anbieten zu können. Am 10. April 1997 erwarb ein Schleswiger Unternehmen das Kasernengelände vom Bundesvermögensamt.

### Planung eines Wohnbaugebiets
Am 27. Februar 1997 fasste die Ratsversammlung der Stadt Flensburg den Aufstellungsbeschluss für den 1. Vorhabenbezogenen Bebauungsplan „Am Katharinenhof“ für den Bereich nordwestlich der Straße „Am Katharinenhof“, östlich der Umgehungsstraße B 200, südlich des Frösleeweges und nordwestlich der Bauer Landstraße. Der Entwurf des Vorhaben- und Erschließungsplans wurde durch den Bauausschuss am 17. Juni 1997 beschlossen und zur öffentlichen Auslegung bestimmt. Am 15. Februar 1998 erlangte er Rechtskraft. Die Gesamtfläche der Kaserne von 16 Hektar wurde hauptsächlich in Allgemeine Wohnbau- und Mischgebietsflächen unterteilt. Vorgesehen waren die Errichtung von 19 Hausgruppengebäuden, 23 Reiheneigenheimen, 61 Einzelwohnhäusern, 15 Doppelwohnhäusern, 11 zweigeschossigen Stadthäusern, ggf. mit Kleingewerbe im Erdgeschoss, der Umbau des zentralen Mittelbaus zu einem Supermarkt mit Kleingeschäften und Jugendeinrichtungen, eines vorhandenen Gebäudes zu Studentenwohnungen und des Sanitätszentrums zu einer Pflege- und Servicestation, der Bau einer Altenwohnanlage mit 14 Häusern, die Umnutzung der früheren Wache zu einem Kioskgebäude, einer Reithalle zu einer multifunktionalen Begegnungsstätte, eines Wirtschaftsgebäudes für Gewerbe sowie von zwei denkmalgeschützten Unterkunftsgebäuden der Kaserne zu Mietwohnungshäusern. Hierfür standen 114.661 Quadratmeter Nettobaulandfläche zur Verfügung. In 340 Wohneinheiten sollten künftig 818 Menschen eine neue Heimat finden. Des Weiteren waren Erschließungsstraßen und -wege mit 19.151 Quadratmetern, eine Spielachse mit 3.799 Quadratmetern, ein zentraler gestalteter Platz mit 5.262 Quadratmetern, notwendiger Lärmschutz zur B 200 mit 11.466 Quadratmetern, öffentliche Parkplätze mit 1.311 Quadratmetern sowie private Grünflächen im nordwestlichen Bereich mit 4.350 Quadratmetern festgesetzt.

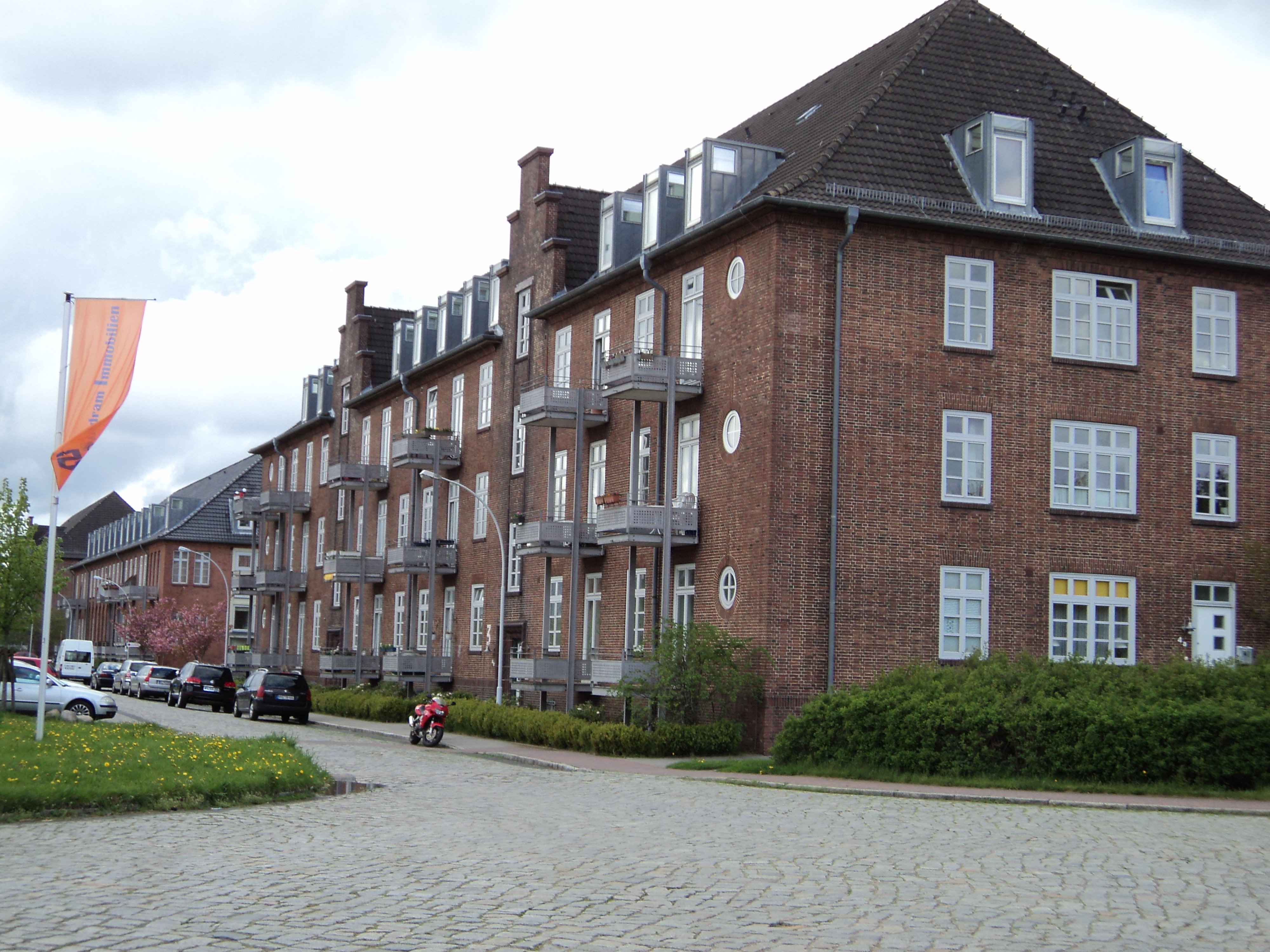
Alte Kasernengebäude nach der Konversion

### Umsetzung des Wohnviertels und Probleme
Nach dem Zeitplan für die Umsetzung des Vorhaben- und Erschließungsplans sollte noch 1997 mit der Erschließung einer Teilfläche des westlichen Kasernengebiets begonnen werden. 1998 war der Umbau aller Gebäude, die auf dem Areal verbleiben sollten, geplant. Für 1999 war die Erschließung der restlichen Grundstücke und die Fertigstellung des zentralen Gebäudes vorgenommen. 2000 sollte der Bau der Gesamtanlage einschließlich sämtlicher Erschließungs- und Grünflächen abgeschlossen sein. Doch die Umsetzung der vorgesehenen Maßnahmen erstreckte sich stattdessen über zwei Jahrzehnte. So verzögerten sich der Bau von Erschließungsstraßen, die Errichtung des Lärmschutzes und die Verlegung einer Hochspannungsleitung. Die Bewohner klagten über zu niedrigen Wasserdruck. Die Häuser waren nicht an die Versorgung der Stadtwerke angeschlossen, weil das im Baugebiet verlegte Versorgungsleitungsnetz nicht den notwendigen technischen Anforderungen entsprach. Die Stadt versuchte durch die Aufhebung des Vorhaben- und Erschließungsplans dem Schleswiger Unternehmen das Baurecht zu entziehen. Der Investor wehrte sich hiergegen und stimmte zu, dass ein zweiter Investor beteiligt wurde. 2013 erschien das Projekt jedoch auf der Zielgeraden. Im September 2018 liefen die Anwohner erneut Sturm, da die Stadt eine Anbindung an die öffentlichen Versorgungsnetze weiterhin ablehnte. Es wurde beklagt, dass die Kosten im Wohngebiet bei Strom mindestens 7 Prozent, bei Abwasser 17 Prozent, bei Wasser 20 Prozent und bei Fernwärme 36 Prozent über denen der Stadt Flensburg lägen. Zudem wurde kritisiert, dass die Spielachse immer noch umgesetzt sei und der Glasfasernetzausbau durch die Stadtwerke am Gebiet vorbei ginge. Die Stadt begründete ihre Haltung mit der weiterhin unzureichenden Qualität der Ver- und Entsorgungsleitungen sowie schlechter Straßen und Beleuchtungen. Sie machte den Investor hierfür verantwortlich. Nachdem im Dezember 2018 die Oberbürgermeisterin Simone Lange durch den Hauptausschuss beauftragt worden war, mit dem Schleswiger Investor zu verhandeln, gingen die Parteien ergebnislos auseinander. Die Stadt kündigte daraufhin im Oktober 2019 an, den Rechtsweg beschreiten zu müssen.

### Weitere Änderungen
Am 10. März 2005 wurde zwar der Aufstellungsbeschluss zur 1. Änderung des Vorhaben- und Erschließungsplans Nr. 1 gefasst. Es wurde jedoch lediglich die Planreife nach Baugesetzbuch erreicht. Ein auf dieser Grundlage genehmigter Einkaufsmarkt wurde schließlich durch Aufstellung mit Beschluss vom 12. Januar 2017 und Verabschiedung des Bebauungsplans 280 durch die Ratsversammlung am 7. Dezember 2017 planungsrechtlich abgesichert; die Satzung trat am 13. Januar 2018 in Kraft.

### Sonstiges
Eine Straße auf dem Gelände wurde nach dem Architekten Paul Ziegler benannt, der sich für zahlreiche stadtbildprägende Bauten Flensburgs verantwortlich zeigte. Unter anderem war er an der Entwurfsplanung der Marineschule Mürwik beteiligt und entwarf mit dem Architekten Theodor Rieve zusammen das Deutsche Haus in Flensburg.

## Weitere Ereignisse
In den 1970er-Jahren bestand eine Patenschaft des Fernmeldebataillons 620 mit dem (seinerzeit so genannten) Sonderkindergarten Flensburg, einer Einrichtung zur Betreuung von Kindern mit Behinderung.
Während der Schneekatastrophe 1978/1979 lag die Kaserne in deren Kerngebiet. Auf die hier stationierten Einheiten kam insbesondere die Aufgabe zu, abgelegene landwirtschaftliche Betriebe mit den beim Fernmeldebataillon 620 zahlreich vorhandenen, mobilen Stromversorgungsgeräten zu versehen.

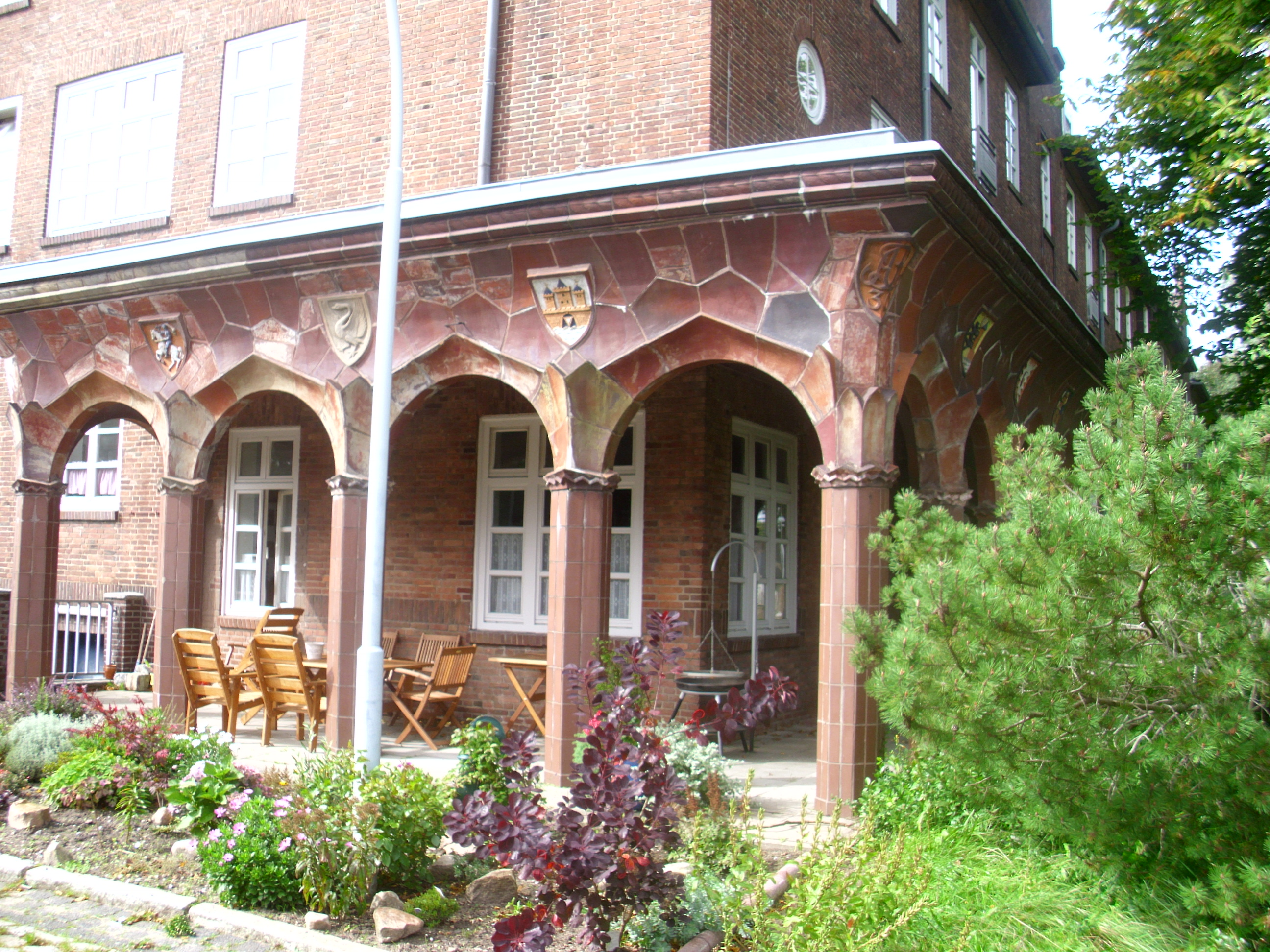
Alte Wache mit denkmalgeschützten Wappenornamenten (Foto 2011)
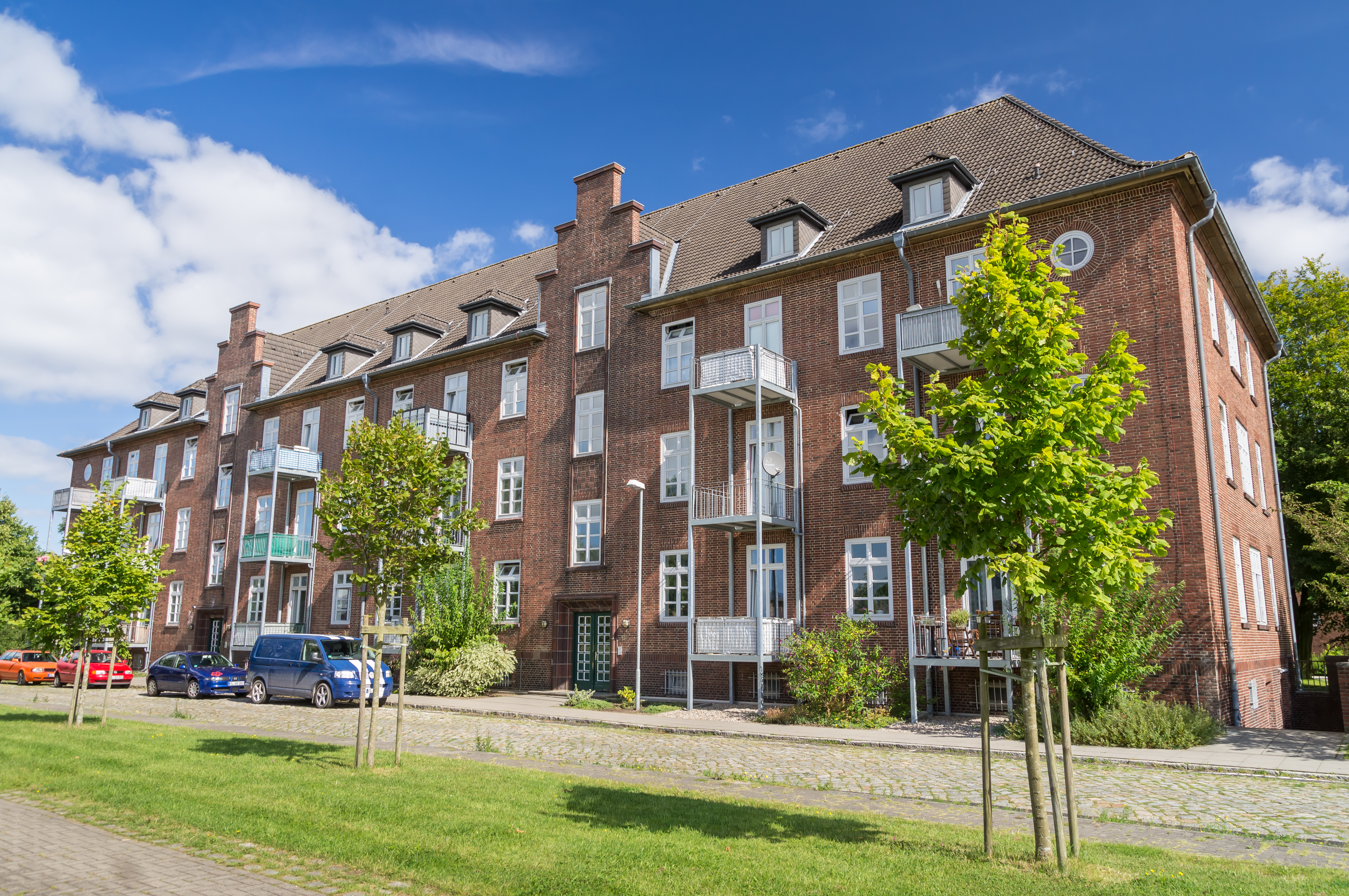
Renoviertes ehemaliges Unterkunftshaus (Haus 2), heute im Frösleeweg (Foto 2012)
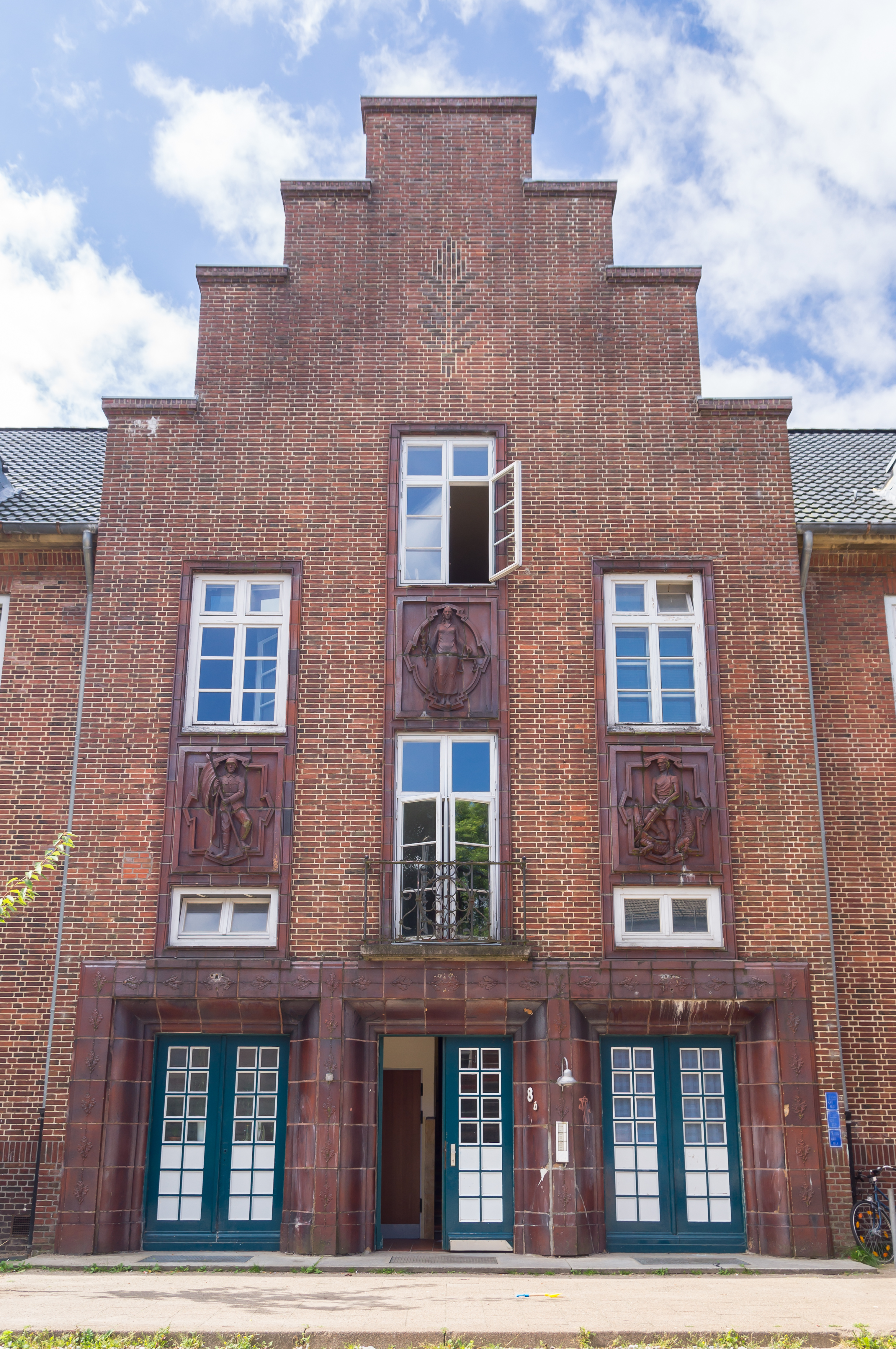
Renoviertes ehemaliges Wirtschaftsgebäude (Haus 4), heute in der Paul-Ziegler-Straße (Foto 2012)
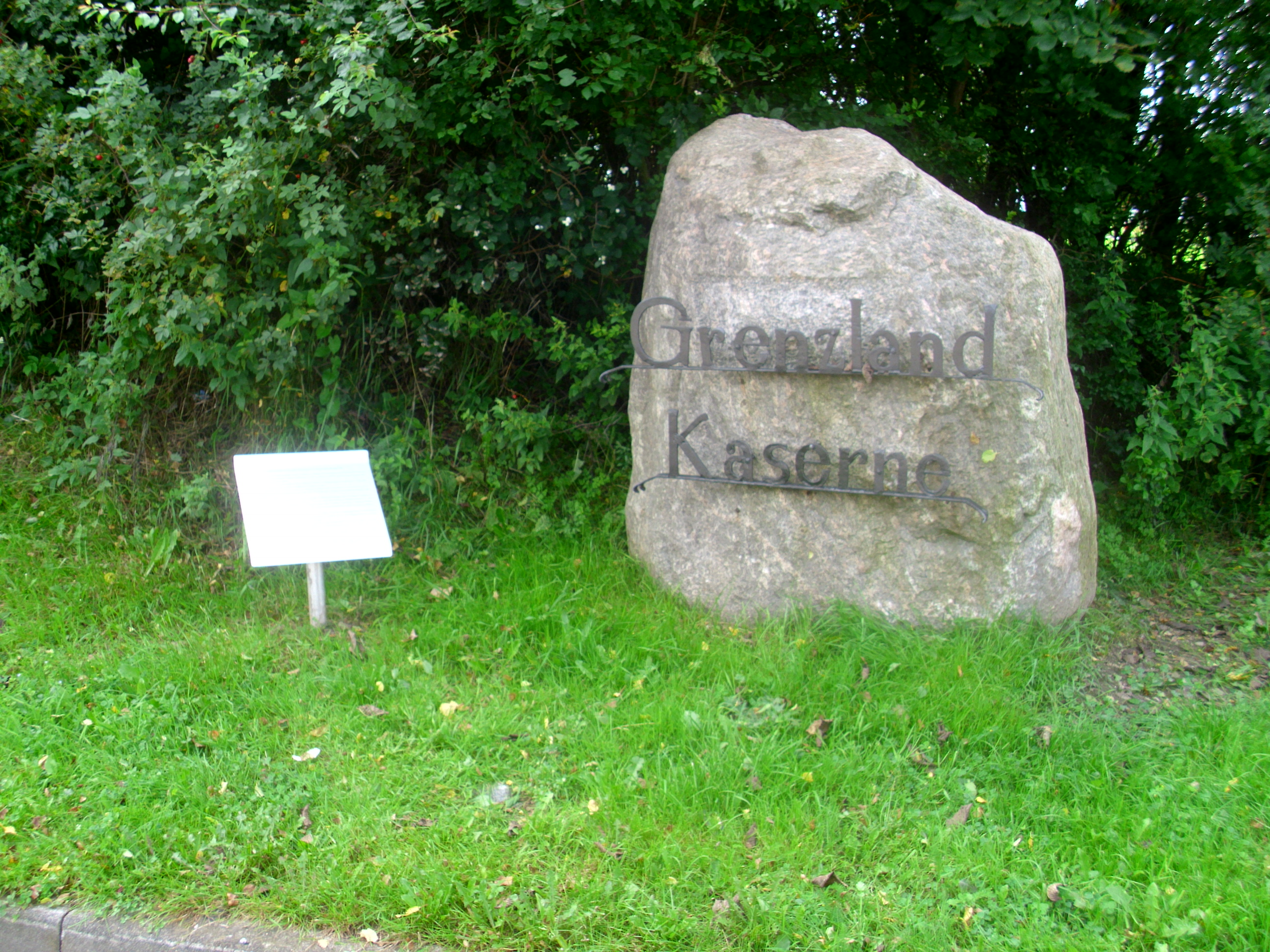
Namenstein der Kaserne (Foto 2011)